# ラ・スタンパ
ラ・スタンパ（イタリア語: La Stampa）は、イタリアで最も有名で影響力があり、最も発行部数の多い新聞である。トリノで発行され、イタリア及びヨーロッパ各国で販売されている。現在はフィアットグループの傘下にある。

## 歴史
1867年にガゼッタ・ピエモンテーゼ Gazzetta Piemontese という紙名で創刊し、1895年にピエル・ジョルジョ・フラッサーティの父のアルフレード・フラッサーティに買収されて現在の名前の全国紙となった。1924年のジャコモ・マッテオッティの暗殺を批判したため、彼はジョヴァンニ・アニェッリに売却することを強制された。
1999年からは、ウェブサイトを開設した。
2006年5月26日には月刊誌スペッキオ・ピュー Specchio+ を創刊した。1999年1月26日から2006年4月7日まではスペッキオ Specchio という誌名で週刊誌であった。
2006年2月1日には、議論を呼んだムハンマドの風刺漫画を出版した。
近年、カルタジローネ、GEDIグルポ・エディトリアレ、デアゴスティーニなどのイタリアの出版社によって買収されるのではないかとの噂が絶えない。